# Артиллерийские системы противокатерной обороны
Артиллерийские системы противокатерной обороны кораблей — артиллерийские системы, предназначенные для защиты кораблей от малых быстроходных боевых катеров и других самоходных плавсредств (баркасов, надувных лодок, глиссеров, шлюпок и т.д.), которые могут действовать в группе или поодиночке.

## История
С начала XXI века артиллерийские системы противокатерной обороны (АСПО) кораблей стали развиваться активнее из-за возникновения террористической угрозы для кораблей, исходящей от боевых катеров или других плавсредств, на борту которых находятся террористы.
Опасность повышается, если катер управляется дистанционно или террористом-смертником. В случае группового нападения опасность возрастает. Некоторые специалисты считают, что защиты от «пчелиного роя» таких катеров почти нет.
Серьёзность указанной опасности подтверждается использованием боевых катеров не только террористами, но и военно-морскими силами (ВМС) некоторых стран. Так по данным июня 2009 года Ливией были приобретены на Кипре для своих ВМС более 50 дистанционно управляемых боевых катеров со скоростью хода около 30 узлов, а ВМС Ирана используют боевые катера для патрулирования Персидского залива.
Проведённые испытания показали, что защита кораблей от малых быстроходных боевых катеров с помощью малокалиберных установок ближней ПВО малоэффективна из-за недостаточной дальности и точности стрельбы. Поэтому были разработаны более эффективные АСПО.

## Разработанные артиллерийские системы противокатерной обороны (АСПО)

### АСПО MLG-27
Дистанционно управляемая стабилизированная АСПО MLG-27 была разработана в Германии в конце 2003 года. Прототипом стала 27-мм авиационная пушка ВК-27, которая использовалась на истребителях-бомбардировщиках «Торнадо» и «Тайфун». АСПО MLG-27 заменит артиллерийские системы с автоматическими 20-мм установками «Рейнметалл» РН-2002 и «Бофорс» 40/L70 на кораблях разного класса. До конца 2011 года таких систем будет создано 83.

### АСПО MLG-25
В АСПО MLG-25, разработанной в начале 2005 года на основе АСПО MLG-27, вместо автоматической установки (АУ) ВК-27 используется 25-мм АУ «Бушмастер-1». Боеприпас в новой АУ увеличен до 220 патронов. Возможно использование боеприпасов FARDS-T. Максимальная эффективная дальность стрельбы до 2500 м.